# Gonzalo Sorondo
Gonzalo Sorondo Amaro (Montevideo, 1979. október 9. –) uruguayi válogatott labdarúgó.

## Pályafutása

### Klubcsapatban
Montevideóban született. 1998-ban a Defensor Sportingban kezdte a pályafutását, ahol három évet töltött. 2001-ben Olaszországba szerződött az Internazionale csapatához, melynek hivatalosan 2006-ig volt a játékosa, de 2003 és 2004 között a belga Standard de Liège, 2004 és 2005 között az angol Crystal Palace, 2005 és 2006 között a szintén angol Charlton Athletic együttesénél szerepelt kölcsönben. A 2006–07-es szezonban már a Charlton Athletic játékosa volt, de csak 1 mérkőzésen lépett pályára. 2007-ben visszatért egy kis időre a Defensor Sportinghoz. 2007 és 2011 között Brazíliában az Internacionalban játszott, melynek tagjaként három Gaúcho bajnoki címet szerzett és 2010-ben megnyerte a Libertadores-kupát. 2012-ben leigazolta a városi rivális Grêmio, de sérülés miatt nem játszott egyetlen mérkőzésen sem és hazatért a Defensor Sportinghoz, ahol 2013-ban befejezte a pályafutását. 

### A válogatottban
2000 és 2005 között 27 mérkőzésen szerepelt az uruguayi válogatottban és 1 gólt szerzett. Részt vett a 2001-es Copa Américán és a 2002-es világbajnokságon, ahol az uruguayiak összes mérkőzésén kezdőként lépett pályára.

## Sikerei, díjai
Internacional
- Gaúcho bajnok (3): 2008, 2009, 2011
- Copa Sudamericana győztes (1): 2008
- Copa Libertadores győztes (1): 2010
- Recopa Sudamericana győztes (1): 2011